# Publikanie
Publikanie (łac. publicani, stgr. τελώνης telones, celnik) – w starożytnym Rzymie dzierżawcy publicznych dochodów, z których najznaczniejsi i najzamożniejsi pochodzili ze stanu ekwickiego (łac. ordo equestris).
W wyniku wielkich podbojów w III i II wieku p.n.e. pojawiły się w Rzymie nowe możliwości podatkowe (łac. publicum) związane z eksploatacją prowincji, takie jak: myto, cła, opłaty portowe, opłaty za użytkowanie ziemi publicznej, eksploatacje kopalń i solanek (łac. vectigalia). W związku z faktem, iż Rzym nie posiadał własnego aparatu fiskalnego, prawo do ich pobierania sprzedawane było na aukcjach. Różnica pomiędzy zakontraktowaną dla skarbu sumą a tą ściągniętą przez publikanów stanowiła źródło ich dochodu (Digesta seu Pandecta XXXIX. tit. 4, s.1 §1). Publikanie już w czasie drugiej wojny punickiej zaczęli zakładać spółki zaopatrujące armię (Liwiusz Od założenia miasta XXIII.48-49), które później zostały opisane prawnie i zajmowały się ściąganiem podatków (Digesta... III tit.4, s.1).
Początkowo wyznaczano do tego celu spółki miejscowe liczące się z interesem lokalnej ludności. Jednak od momentu przeniesienia aukcji podatków do Rzymu (dla prowincji Azja w 123 p.n.e.), proceder zdominowany został przez ekwitów, którzy niemiłosiernie eksploatowali ludność prowincji. Liwiusz pisał o tej sytuacji: gdzie występuje taki pośrednik w ściąganiu dochodów publicznych, tam albo prawo publiczne jest pustym słowem, albo wolność sprzymierzeńców niczym (Od założenia miasta XLV.18.3). Tożsami z nowotestamentowymi celnikami (Łk 5,27-29).
W okresie późnego cesarstwa zastąpieni przez służby państwowe.